# Сафоново (Раменский район)
Сафоново — деревня в Раменском муниципальном районе Московской области. Входит в состав сельского поселения Сафоновское. Население — 821 чел. (2010).

## География
Деревня Сафоново расположена в восточной части Раменского района, примыкает с юго-востока к городу Раменское. Высота над уровнем моря 121 м. Рядом с деревней протекает река Гжелка. В деревне 7 улиц — Молодёжная, Раменская, Совхозная, Совхозная 2-я, Центральная, Школьная, Шоссейная; приписана территория Самар-1. Ближайший населённый пункт — город Раменское.

## История
В 1926 году деревня являлась центром Сафоновского сельсовета Раменской волости Бронницкого уезда Московской губернии.
С 1929 года — населённый пункт в составе Раменского района Московского округа Московской области.
До муниципальной реформы 2006 года деревня входила в состав Сафоновского сельского округа Раменского района.

## Население
| 1926 | 2002 | 2010 |
| ---- | ---- | ---- |
| 1109 | ↘753 | ↗821 |

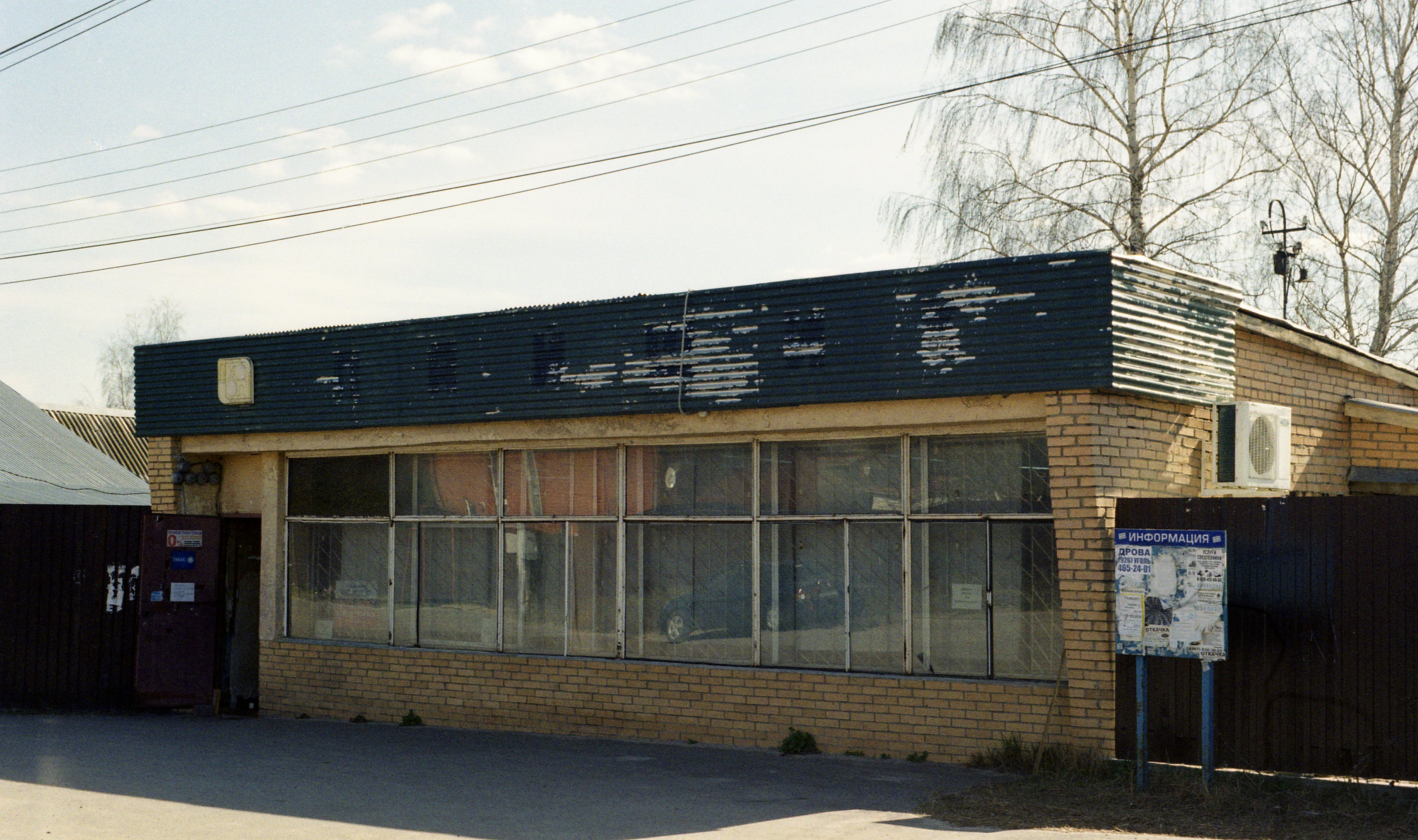
Магазин в центре Сафоново (2020)

В 1926 году в деревне проживало 1109 человек (518 мужчин, 591 женщина), насчитывалось 190 хозяйств, из которых 187 было крестьянских. По переписи 2002 года — 753 человека (323 мужчины, 430 женщин).